# UTC±0:00
UTC±00:00 (всемирное координированное время, зимой — западноевропейское время) — часовой пояс, использующийся в следующих государствах и территориях:

## В течение всегогода
- Гренландия ( Дания):
  - Северо-Восточный Гренландский национальный парк:
    - Данмарксхавн и прилегающие территории
- Исландия
- Сахарская Арабская Демократическая Республика
- Мавритания
- Сенегал
- Гамбия
- Мали
- Буркина-Фасо
- Гвинея-Бисау
- Гвинея
- Сьерра-Леоне
- Либерия
- Кот-д’Ивуар
- Гана
- Того
- Сан-Томе и Принсипи
- Остров Святой Елены ( Великобритания)
- Остров Буве (Норвегия)

## ЗимойвСеверном полушарии(ноябрь — март)
- Канарские острова ( Испания)
- Фарерские острова (Дания)
- Великобритания
- Ирландия
- Остров Мэн (Великобритания)
- Гернси (Великобритания)
- Джерси (Великобритания)
- Португалия (кроме Азорских островов)
- Мадейра ( Португалия)

## ЛетомвСеверном полушарии(апрель — октябрь)
- Гренландия ( Дания):
  - Сермерсоок:
    - Иллоккортоормиут и прилегающие территории
- Азорские острова ( Португалия)